# ملاك الشمال
ملاك الشمال (بالإنجليزية: The Angel of the North) هو تمثال أو منحوتة عصرية صممت من قبل أنتوني غورملي النحات الإنجليزي وتوجد في غايتشيد، إنجلترا.
المنحوتة صممت من الفولاذ على شكل ملاك يقف بطول 20 متراً ارتفاعاً وبجناحين طولهما 54 مترا. والمنحوتة أو التمثال تقف منتصبة أعلى تلة بمنطقة لاوفيل جنوبي المدينة.
بدأ العمل في المشروع عام 1994 وتكلف مليون جنيه إسترليني أتى معظمها من "National Lottery" اليانصيب الوطنية في المملكة المتحدة.
نظرا لموقعها فقد تم بناء المنحوتة لتتحمل رياح قد تصل سرعتها إلى 160 كيلومتراً في الساعة من خلال 600 طن من الخرسانة استخدمت لتكون قاعدة التمثال بعمق 20 متراً.
تم صنع المنحوتة في شركة هارتلبول ستيل فبريكشنز ليمتد "Hartlepool Steel Fabrications Ltd" باستخدام فولاذ مقاوم للعوامل الجوية. وتم صنعه بثلاثة أجزاء حيث بلغ وزن الجسم 100 طن والجناحين 50 طناً لكليهما.
تم الانتهاء من إنشاء الملاك في 16 فبراير 1998، وقد ثار حوله جدل في صحف بريطانية وصولا لانتقادات من قبل سياسيين كمارتن كارنين عضو حزب المحافظين البريطاني.
حاليا يعتبر البعض التمثال معلماً لشمال شرق إنجلترا. فيما أدرجته إحدى المنظات بوصفه «أيقونة إنجلترا».

## معرض صور

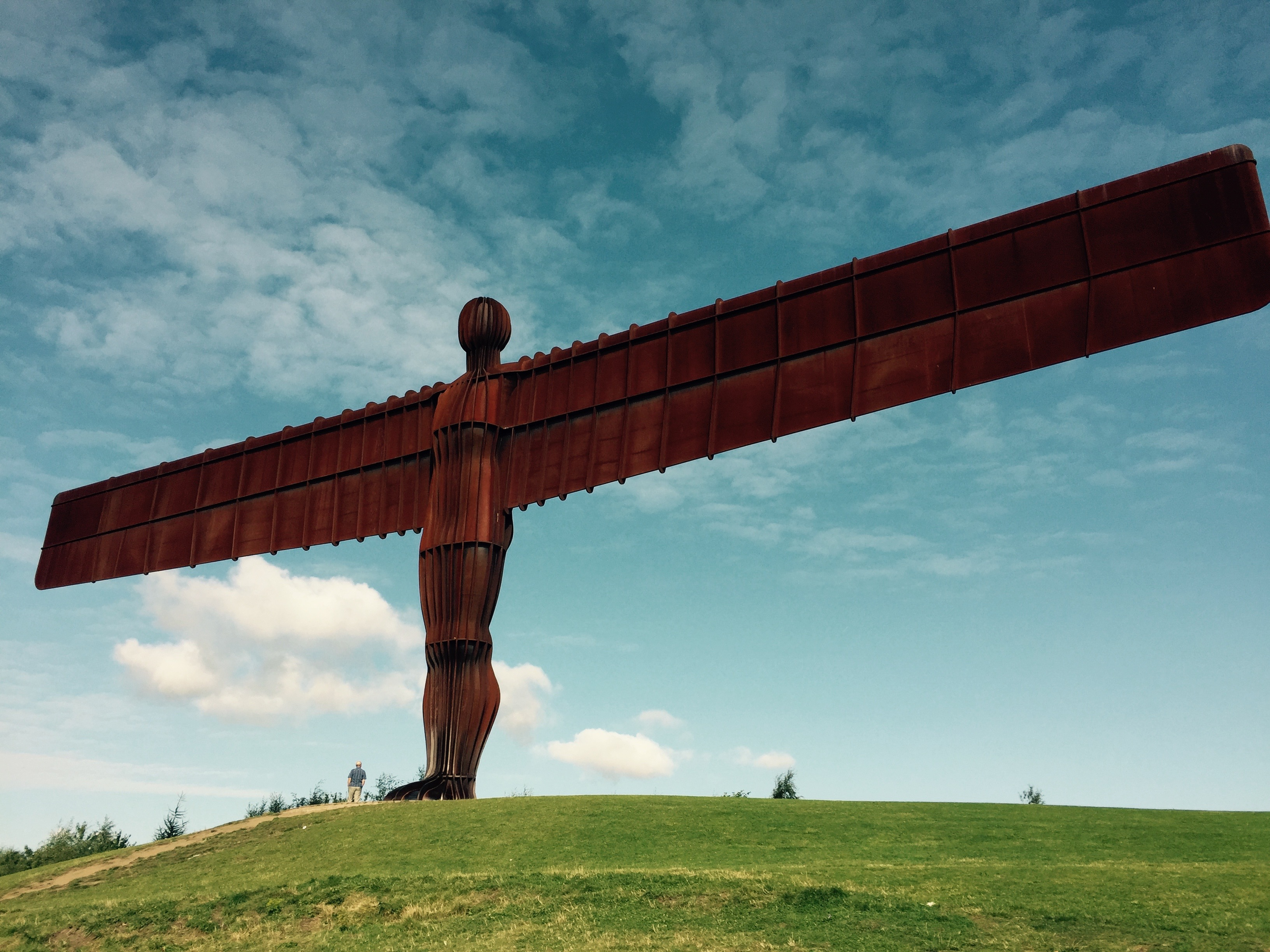
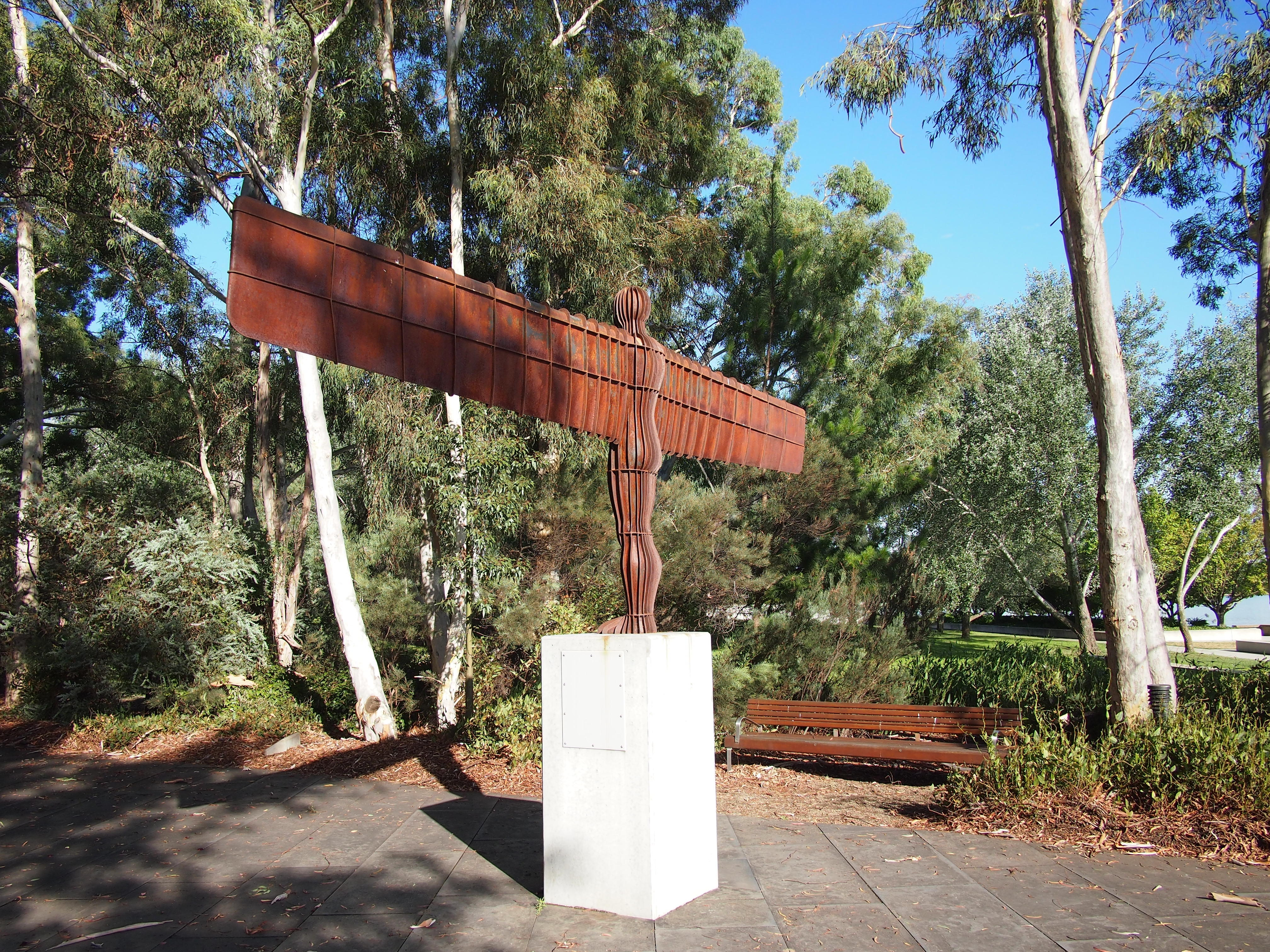
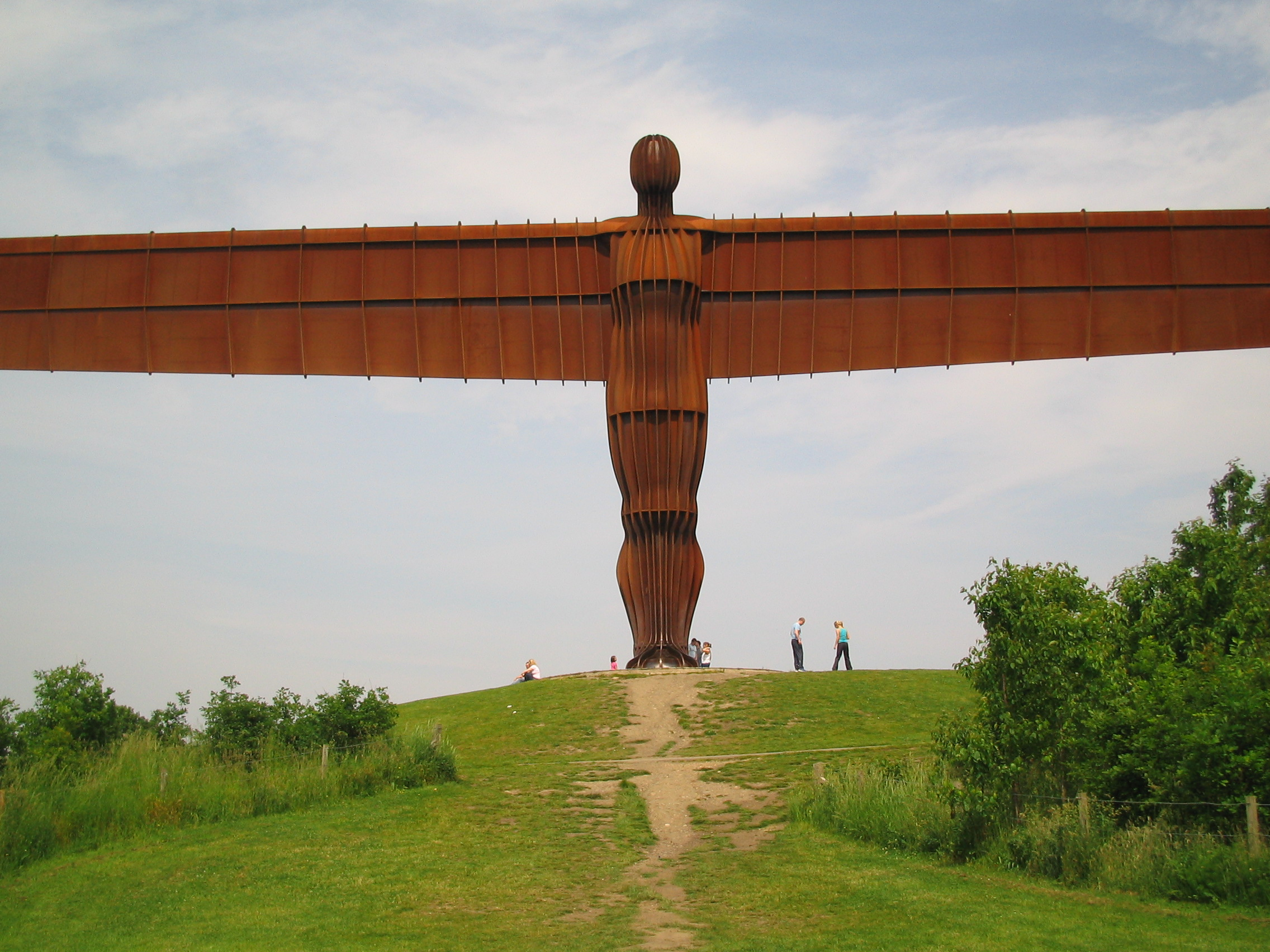
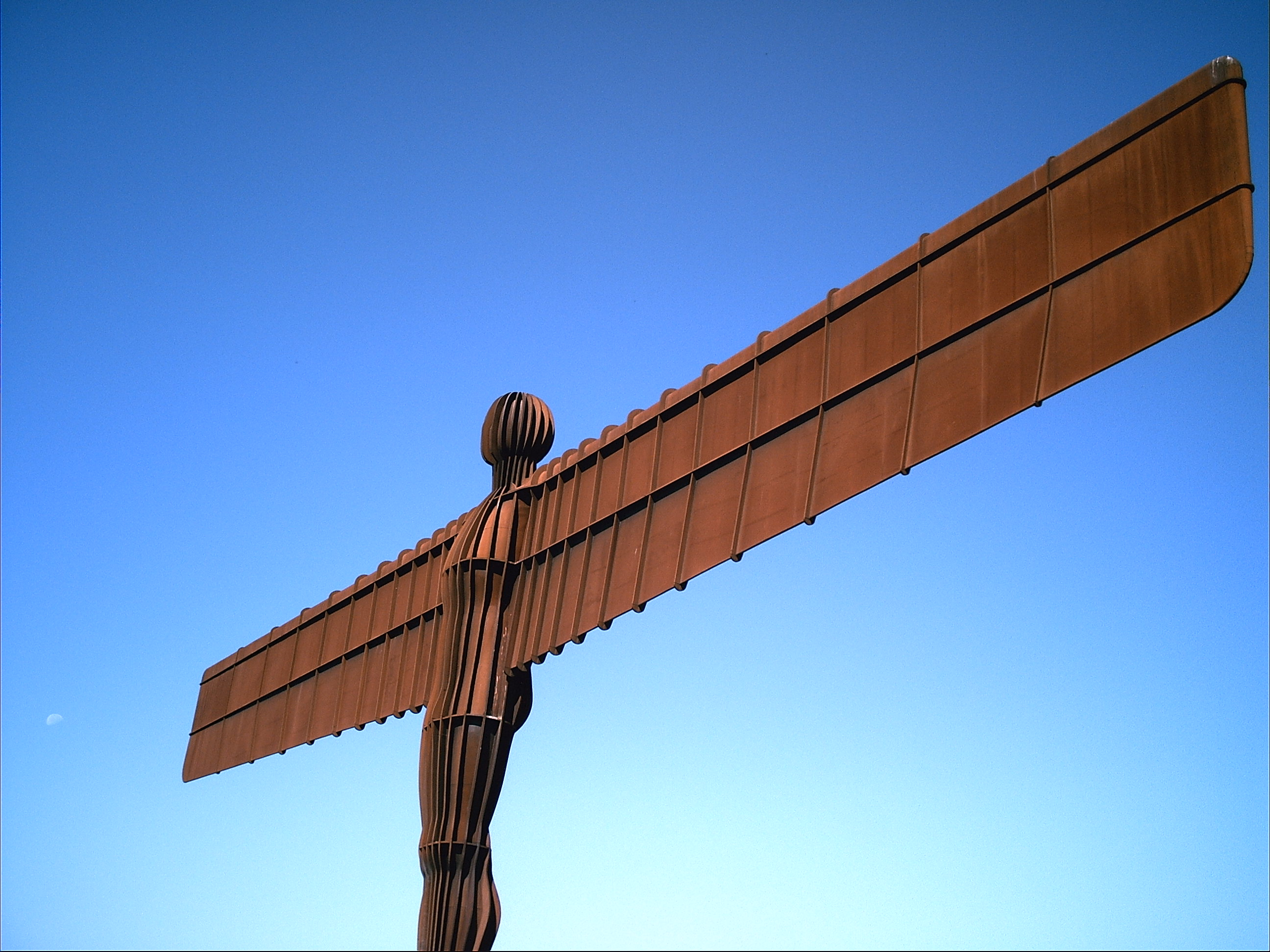
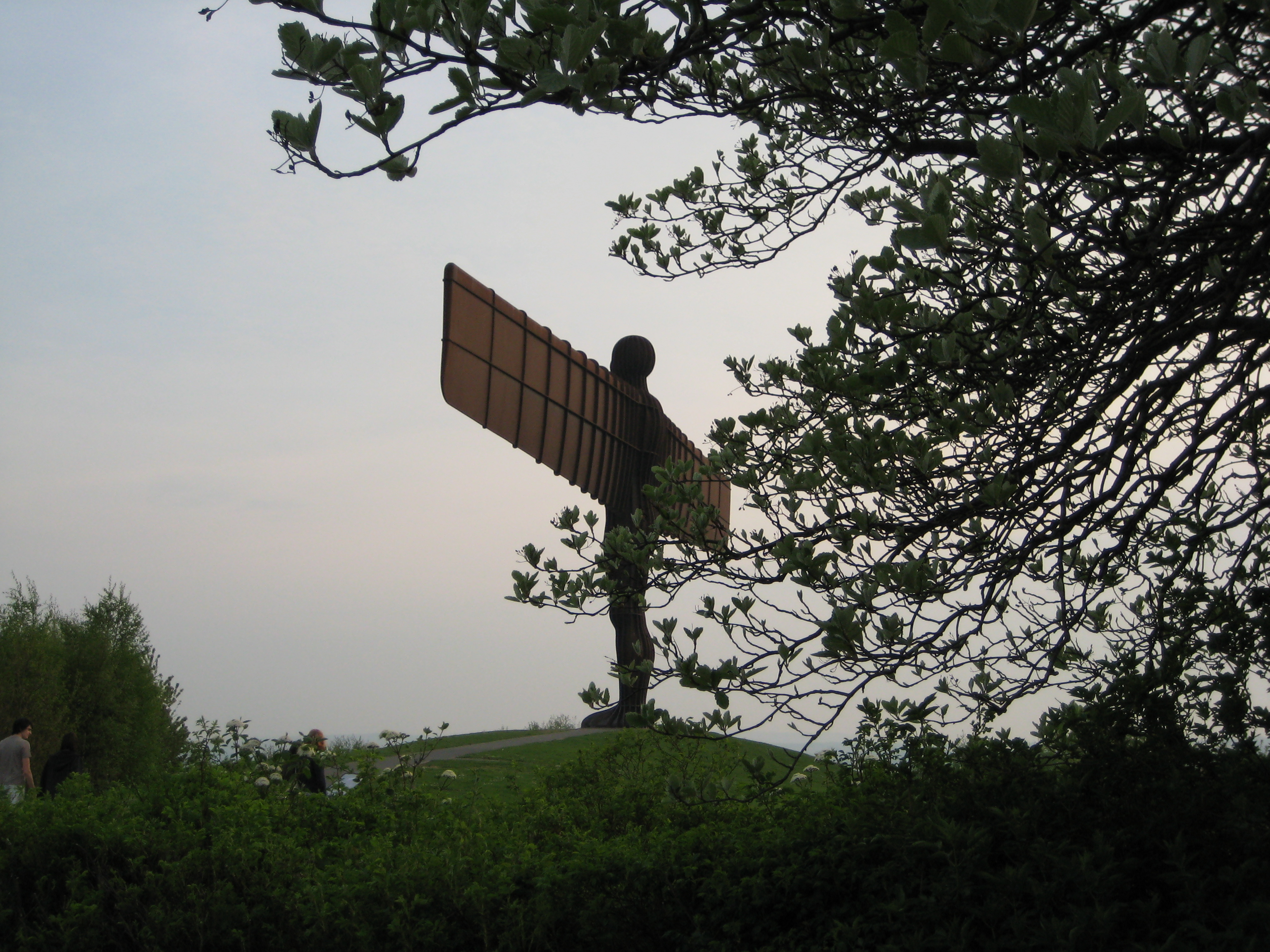
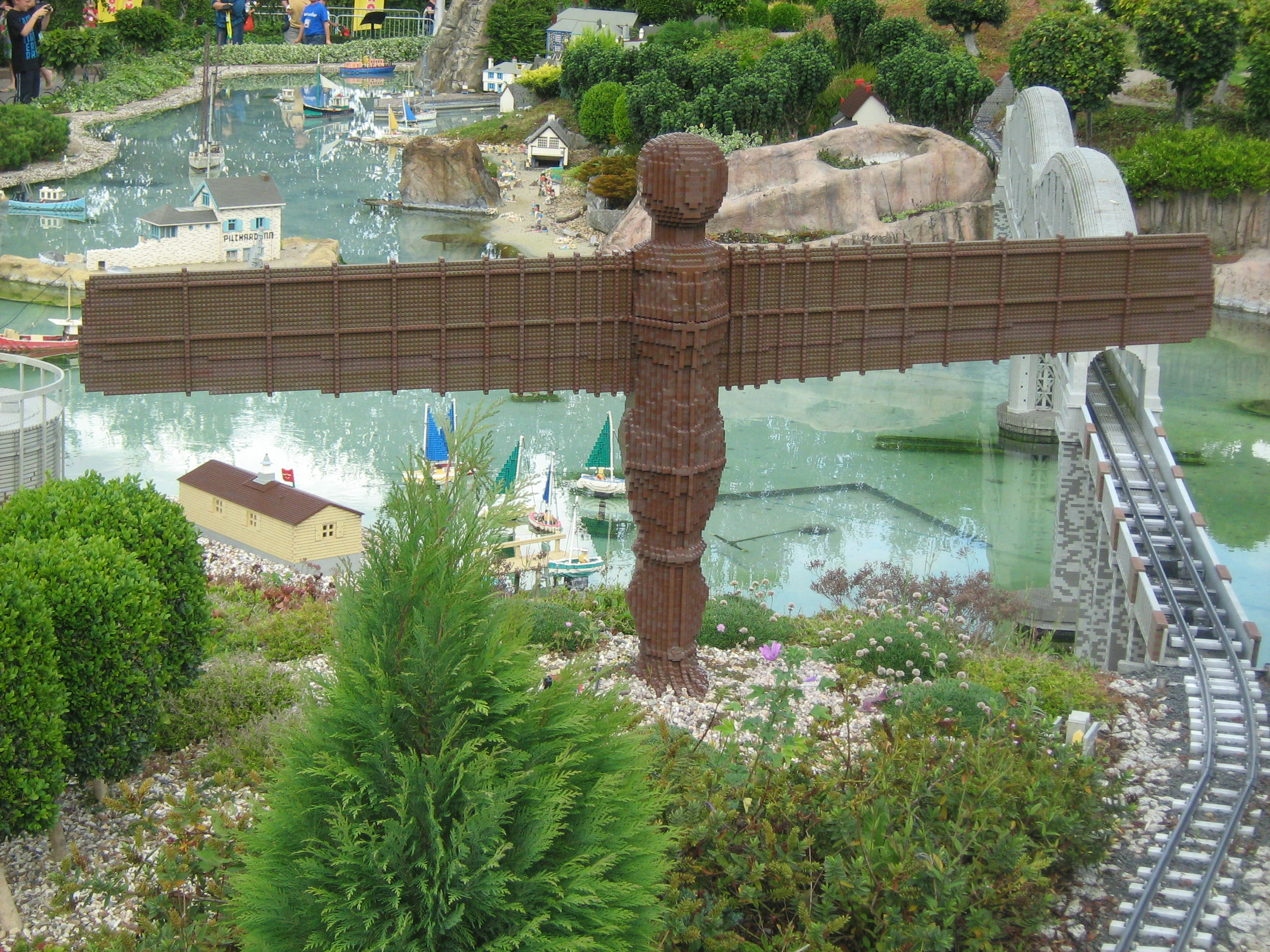

## وصلات خارجية
- ملاك الشمال بموقع مجلس بلدية غايتشيد الإلكتروني نسخة محفوظة 15 فبراير 2012 على موقع واي باك مشين.
- ملاك الشمال بموقع أنتوني غورملي الرسمي